# Danyang (Chu)
Pour les articles homonymes, voir Danyang.
Danyang (chinois : 丹陽) est la première capitale de l' État de Chu. Elle est située près de l'actuel xian de Xichuan dans la province du Henan.
Après un certain nombre d'affrontements avec les États voisins, la capitale du Chu est relocalisée a Ying, a proximité de l'actuelle ville de Jingzhou, dans la partie ouest de la province du Hubei. 

## Galerie

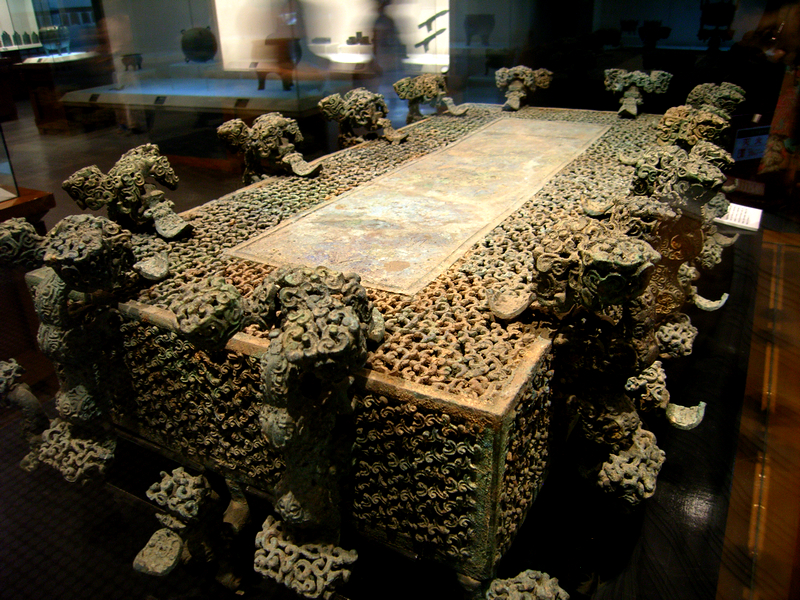
Bronzes provenant d'une tombe de l'époque de l'état de Chu du Xian de Xichuan.
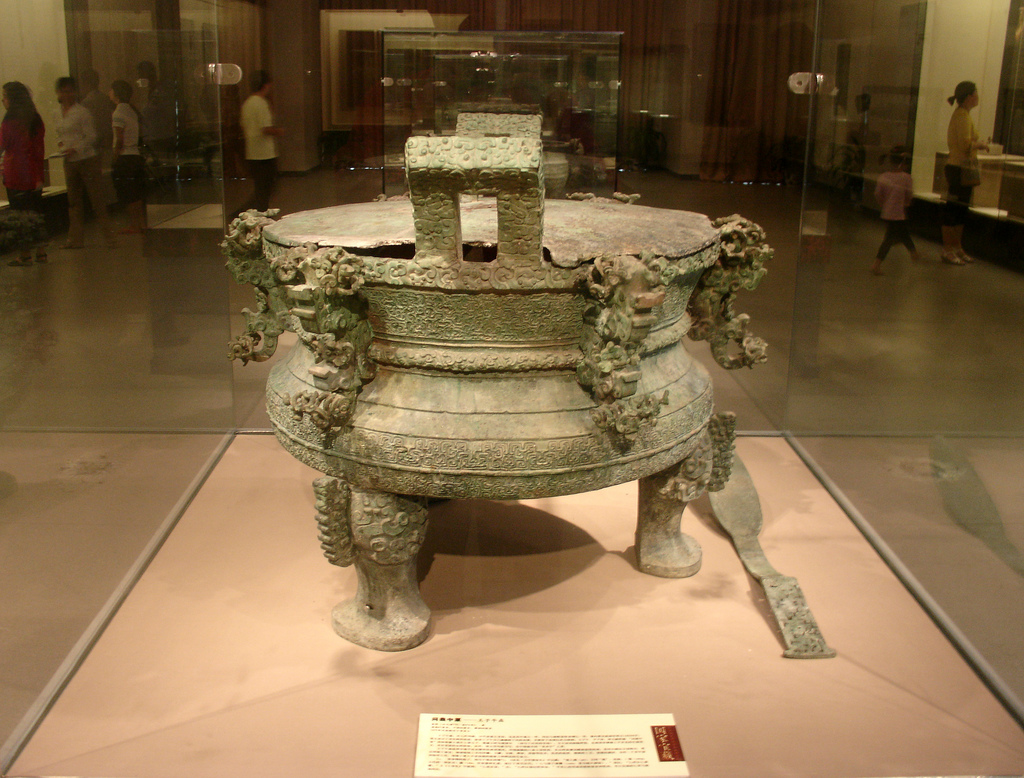
Chaudron Ding en bronze datant de la Période des Printemps et Automnes et provenant de la même tombe